# Dobson-Kleintenrek
Der Dobson-Kleintenrek oder Dobson-Kleintanrek beziehungsweise Dobsons Langschwanztanrek (Nesogale dobsoni, Syn.: Microgale dobsoni) ist eine Säugetierart aus der Gattung Nesogale innerhalb der Familie der Tenreks. Er wird nicht ganz so groß wie sein naher Verwandter, der Talazac-Kleintenrek, wie dieser zeichnet er sich durch ein spitzmausartiges Erscheinungsbild mit spindelförmigem Körper und kurzen Gliedmaßen sowie einen vorn spitz zulaufenden Kopf aus, der Schwanz erreicht die Länge des restlichen Körpers. Die Art kommt endemisch in Madagaskar vor und ist dort relativ weit über die östlichen Landesteile verbreitet. Als hauptsächliches Habitat fungieren tropische Regenwälder des Tief- und Hochlands, zudem bewohnt der Dobson-Kleintenrek auch stärker überprägte Landschaften. Die Tiere leben einzelgängerisch und sind bodenbewohnend, klettern aber auch in Bäumen und graben unterirdische Baue. Darüber hinaus können sie sich mittels Echoortung orientieren. Sie ernähren sich von Insekten und anderen Wirbellosen sowie kleineren Wirbeltieren. Bemerkenswert ist die Befähigung des Dobson-Kleintenreks Fett in den Schwanz einzulagern und diesen als Speicher für nahrungsknappe Zeiten zu nutzen. Die Fortpflanzung wurde bisher nur in menschlicher Gefangenschaft beobachtet, ein Wurf besteht aus bis zu fünf Jungtieren, die als Nesthocker zur Welt kommen und innerhalb von drei Monaten auswachsen. Der Dobson-Kleintenrek erhielt im Jahr 1884 seine wissenschaftliche Erstbeschreibung. Sein Bestand gilt als ungefährdet.

## Merkmale

### Habitus
Der Dobson-Kleintenrek ist der kleinere Vertreter der beiden Arten von Nesogale. Insgesamt 48 untersuchte Individuen aus dem Waldgebiet von Ambohitantely im zentralen Madagaskar besaßen eine Gesamtlänge von 17,3 bis 22,6 cm. Dabei entfielen 8,3 bis 10,8 cm auf die Kopf-Rumpf-Länge und 8,8 bis 11,8 cm auf die Schwanzlänge, das Durchschnittsgewicht betrug 27,1 g. Wiederum elf analysierte Tiere aus dem Andringitra- und dem Anosyenne-Gebirge im südöstlichen Madagaskar wiesen eine Körperlänge von 9,5 bis 13,0 cm, eine Schwanzlänge von 10,0 bis 12,2 cm und ein Körpergewicht von 28,0 bis 39,0 g auf. Von den im nordöstlichen Inselteil gelegenen Bergmassiven von Anjanaharibe und Marojejy wurden ebenfalls elf Tiere vermessen. Deren Kopf-Rumpf-Länge variierte von 10,0 bis 11,1 cm, der Schwanz maß zwischen 10,2 und 12,8 cm und das Körpergewicht erreichte 20,5 bis 31,0 g. Ein ausgewiesener Geschlechtsdimorphismus ist nicht belegt, am Anjanaharibe-Massiv waren Weibchen mit 26,0 bis 30,0 g durchschnittlich etwas schwerer als Männchen mit 20,5 bis 25,5 g, für genauerer Aussagen ist die untersuchte Individuenzahl aber zu gering. Wie sein größerer Verwandter, der Talazac-Kleintenrek (Nesogale talazaci), zeichnet sich der Dobson-Kleintenrek durch ein spitzmausartiges Aussehen mit einem spindelförmigen Körper, kurzen sowie kräftigen Gliedmaßen sowie einem langschmalen Kopf mit spitz zulaufender Schnauze aus. Der Schwanz entspricht in seiner Länge etwa den Ausmaßen des Körpers oder übertrifft ihn geringfügig. Die Ohrlänge beträgt 16 bis 22 mm. Das Rückenfell ist von bräunlicher Farbgebung, die Bauchseite zeigt sich gräulich mit gelblich braunen Einwaschungen. Am Schwanz zeichnet sich eine schwache Zweifärbung ab, Kinn und Lippen erscheinen gelblich. Hände und Füße weisen jeweils fünf Strahlen auf, die weißlich gefärbt sind und jeweils gleich große Krallen tragen. Der äußere Strahl reicht bis zur Basis der dritten Phalanx (Finger und Zehenglied) des vierten Strahls. Auf der Sohle sind insgesamt sechs Hautpolster ausgebildet. Der gesamte Hinterfuß erreicht eine Länge von 17 bis 24 mm. Weibchen besitzen null bis ein Zitzenpaar in der Brust, null bis zwei Paare in der Bauch- und ein bis zwei Paare in der Leistengegend.

### Schädel- und Gebissmerkmale
Der Schädel besitzt einen großen und robusten Bau. Seine größte Länge variiert von 28,8 bis 32,5 mm, seine größte Breite am Hirnschädel gemessen von 10,9 bis 12,1 mm. Wie bei allen Tenreks sind die Jochbögen unvollständig ausgebildet. Das Rostrum ist relativ breit und hoch, der hintere Schädelteil wirkt verkürzt. Im Bereich der Orbita verlaufen die Schädelwände parallelseitig, die ganze Schädelregion hier ist etwa gestreckt. In Seitenansicht vollzieht die Stirnlinie eine leicht sinusförmige Kurve. Das Hinterhauptsbein ist deutlich abgewinkelt, auffallend sind hier prominente Muskelmarken als Muskelansatzstellen. Als bemerkenswert können auch die im ausgewachsenen Stadium geschlossenen nicht sichtbaren Schädelnähte angesehen werden. Das Gebiss setzt sich aus insgesamt 40 Zähnen zusammen, die Zahnformel lautet: {\displaystyle {\frac {3.1.3.3}{3.1.3.3}}}. Im oberen Gebiss bestehen auffallende Zahnlücken zwischen den vorderen beiden Schneidezähnen sowie dem letzten Schneidezahn und dem Eckzahn. Im Unterkiefer ragt der zweite Incisivus markant über den Eckzahn. Alle vorderen Zähne sind mit zusätzlichen Höckerchen an der Zahnkrone ausgestattet. Das hintere Gebiss weist nur wenige Unterschiede zu dem der nahe verwandten Kleintenreks auf. Die Molaren verfügen über ein zalambdodonten Kauflächenmuster, das aus drei Haupthöckerchen besteht. Der obere hintere Mahlzahn ist verkleinert, am entsprechenden unteren bestehen auffällige Kürzungen am Talonid, eine tiefer liegende Fläche, in die einer der drei Haupthöcker des oberen, gegenüberliegenden Molaren greift. Die obere Zahnreihe misst 14,2 bis 16,2 mm in ihrer Gesamtlänge.

## Verbreitung

Verbreitungsgebiet des Dobson-Kleintenreks

Der Dobson-Kleintenrek ist ein endemischer Bewohner Madagaskars. Sein Verbreitungsgebiet zieht sich in einem mehr oder weniger breiten Streifen quer über die östlichen Landesteile. Im Norden befinden sich bedeutende Fundpunkte etwa an den beiden, nahe zueinander gelegenen Massiven von Anjanaharibe und am Marojejy beziehungsweise im südlich anschließenden Waldgebiet von Makira sowie auf der Halbinsel Masoala in der Provinz Antsiranana, zusätzlich auch noch am Tsaratanana-Massiv in der Provinz Mahajanga. Herausragende Nachweise im zentralen Bereich der Insel stammen aus den Waldgebieten von Ambatovy-Analamay-Torotorofotsy in der Provinz Toamasina und aus dem Waldkorridor von Anjozorobe-Angavo im Grenzgebiet der Provinzen Toamasina und Antananarivo. Weiter südlich wurde die Art in den Waldgebieten von Ankazomivady, Ranomafana und im Andringitra-Gebirge in der Provinz Fianarantsoa nachgewiesen, ebenso im Anosyenne-Gebirge in der Provinz Toliara. Abseits dieses relativ zusammenhängenden Verbreitungsgebietes sind Bestände weiter westlich im zentralen Hochland belegt, etwa in den Waldgebieten von Tsinjoarivo und von Ambohitantely, ersteres liegt südlich, letzteres nördlich von Antananarivo in der gleichnamigen Provinz. Die Tiere bewohnen die tropischen Regenwälder des Tief- und gebirgigen Hochlands, die Höhenverbreitung reicht etwa vom Meeresspiegel bis auf rund 2500 m Höhe. Die Tiere können auch an Waldrändern, auf Baumplantagen, in stark anthropogen gestörten Gebieten wie landwirtschaftlichen Nutzflächen oder in offenen Landschaften angetroffen werden, in den hohen Gebirgslagen sind sie teilweise oberhalb der Baumgrenze dokumentiert. Zudem wurden Tiere an felsigen Hängen steiler Flussufer beobachtet. Allgemein gilt der Dobson-Kleintenrek als relativ häufig, an einigen Fundpunkten wie Ambohitantely beziehungsweise Ankazomivady bildet er den am häufigsten registrierten Vertreter der Tenreks. In vielen Bereichen seines Verbreitungsgebietes kommt er sympatrisch mit dem Talazac-Kleintenrek (Nesogale talazaci) vor.

## Lebensweise

### Territorialverhalten
Der Dobson-Kleintenrek bewohnt dichte Wälder. Er ist nachtaktiv, als Unterschlupf nutzt der Dobson-Kleintenrek unterirdische Baue, die er teilweise selbst anlegt. Das Erdmaterial wird mit den Vorderfüßen ausgehoben, unter dem Bauch angesammelt und anschließend mit den Hinterbeinen weggestoßen. In dem Bau befindet sich ein Nest aus getrockneten Pflanzenmaterial wie Blättern und Grasstängeln. Die aktiven Phasen verbringt der Dobson-Kleintenrek zum Großteil am Boden, dabei bewegt er sich vierfüßig im Kreuzgang vorwärts. Der Schwanz wird etwas über den Boden gehalten, die Position ist aber abhängig von der Anspannung des Tieres und reicht von steif gestreckt bei erhöhter Aufmerksamkeit bis zu schlaff herabhängend bei entspannten Situationen. Des Weiteren kann der Dobson-Kleintenrek gut in Bäumen klettern, in einzelnen Regionen wie im Anosyenne-Gebirge wurden Tiere im Geäst in 2,5 m Höhe beobachtet. Der Schwanz balanciert dann den Körper aus, er hat im Gegensatz zu dem der langschwänzigen Kleintenreks der Gattung Microgale keine Funktion als Greiforgan. Mitunter springt ein Tier auch von Ast zu Ast. Hervorzuheben ist, dass der weitgehend unspezialisierte Bau der Vordergliedmaßen eine terrestrische Fortbewegung unterstützt, jedoch keine Hinweise auf eine kletternde oder grabende Befähigung gibt. Der Dobson-Kleintenrek unterbricht seine Wanderungen beständig und schnüffelt am Boden oder richtet sich auch teilweise auf den Hinterbeinen auf um in der Luft zu wittern. Wahrscheinlich nutzen die Tiere hochfrequente Töne zur Orientierung in unübersichtlichem Gelände oder bei lichtlosen Verhältnissen. Erzeugt werden diese Töne mit Zungenklicks an den Lippen, sie erreichen Frequenzen von 17 kHz und dauern bis zu 0,5 Sekunden an.
Prinzipiell lebt der Dobson-Kleintenrek einzelgängerisch. Bei Begegnungen gleichgeschlechtlicher Artgenossen werden zur Kontaktaufnahme verschiedenste Körperbereiche mit der Nase sondiert. Häufig kommt es dabei auch zum Absetzen von Duftmarken über Drüsen an der Kloake, etwa an Zweigen, Ästen oder in der Nähe von Unterschlüpfen. Männchen produzieren zusätzlich eine weißliche Flüssigkeit, die zwischen den Augen auftritt und möglicherweise ebenfalls der Markierung dient. Eine typische Abwehrreaktion bei Begegnungen stellt ein geöffnetes Maul dar. Darüber hinaus sind mehrere Lautäußerungen bekannt, die unter anderem ein weiches Quietschen oder Zwitschern sowie ein lautes Quieken umfassen, beide haben eher einen verteidigenden Charakter. Ein Wimmern hingegen wird bei Einschüchterung oder Unterwerfung ausgestoßen. Die Laute liegen in einem Frequenzbereich von 3 bis 6 kHz und sind mit maximal einer halben Sekunde eher von kurzer Dauer. Eine Kommunikation über visuelle Reize spielt aufgrund des schlechten Sehsinns wahrscheinlich nur eine untergeordnete Rolle. Zum Komfortverhalten gehört neben dem Kratzen und Lecken ein „Gesichtwaschen“ mit beiden Vorderfüßen von oben beginnend hinter den Ohren nach unten bis zum Maul, das dabei geöffnet ist und die Vorderfüße leicht mit Speichel befeuchtet. Es dient nicht nur der Reinigung von Ohren, Nase, Fell und Vibrissen, sondern auch der Verteilung von Duftstoffen zur chemischen Kommunikation mit Artgenossen. Zum Schlafen rollt sich ein Tier seitlich liegend oder auf den Hinterbeinen hockend zusammen.

### Ernährung
Wie die meisten Tenreks ernährt sich der Dobson-Kleintenrek hauptsächlich von Insekten und anderen Wirbellosen, teilweise nimmt er auch kleinere Wirbeltiere zu sich. Die Hauptnahrung besteht aus Heuschrecken, Käferlarven und Regenwürmern. Tiere in menschlicher Obhut fraßen zudem häufig Kaulquappen. Isotopenanalysen an Tieren aus Tsinjoarivo sprechen für eine überwiegende Bevorzugung pflanzenfresserischer Beutetiere, in seiner Ernährungsweise ähnelt der Dobson-Kleintenrek damit den langschwänzigen Kleintenreks aus der Gattung Microgale. Einzelnen Beobachtungen zufolge erlegt er unter Umständen kleinere Angehörige der Kleintenreks. Die Beute wird schnüffelnd am Boden unter Blätterabfall gesucht und teilweise springend mit den Zähnen oder den Vorderfüßen gepackt, im letzteren Fall aber nicht mit diesen zum Maul geführt. Gelegentlich bringt ein Tier seine Beute in das Nest, es werden jedoch keine Vorratslager angehäuft. Bemerkenswert beim Dobson-Kleintenreks ist seine Befähigung zur Speicherung von Fett in nennenswerten Mengen unter der Haut und vor allem im Schwanz, was vom Talazac-Kleintenrek und den Microgale-Arten nicht bekannt ist. Dies geschieht hauptsächlich für die Trockenzeiten mit einem schlechteren Nahrungsangebot, dabei kann das Körpergewicht beträchtlich ansteigen, einzelne Individuen in menschlicher Gefangenschaft brachten so bis zu 84,7 g auf die Waage.
Die Körpertemperatur des Dobson-Kleintenreks ist stark variabel und passt sich den äußeren Bedingungen an. Sie schwankt bei Außentemperaturen von 18,0 bis 31,8 °C zwischen 24,2 und 34,8 °C. Erst bei sehr tiefen Außentemperaturen um etwa 11 °C beginnt eine Thermoregulation. Trotz der heterothermen Eigenschaften tritt beim Dobson-Kleintenrek im Gegensatz zu einigen anderen Tenreks kein Torpor auf. Bei schlechten äußeren Bedingungen und ausreichendem Fettvorrat kommt es allerdings zu einer teilweisen Inaktivität der Tiere verbunden mit einem Rückgang der Körpertemperatur. Die Tiere nehmen dann kaum Nahrung zu sich und schlafen meist. Möglicherweise handelt es sich hierbei um eine spezielle Anpassung an die Klima- und Umweltbedingungen in sehr hohen Gebirgslagen. Die Stoffwechselrate ist vergleichsweise niedrig und liegt bei nur 71 % des Wertes bei ähnlich großen Säugetieren. In Zeiten höherer körperlicher Anforderungen wie dem Austragen und der Aufzucht des Nachwuchses kann sie aber deutlich ansteigen.

### Fortpflanzung
Sowohl das Paarungsverhalten als auch die Geburt und Aufzucht der Jungtiere sind in den 1960er und 1980er Jahren mehrfach in menschlicher Obhut beobachtet worden, Berichte aus freier Wildbahn liegen dagegen kaum vor. Dort wurden Männchen mit vergrößerten Hoden, trächtige oder milchproduzierende Weibchen sowie Jungtiere im Zeitraum von August bis März beobachtet. Ein Weibchen, dass bei Ambodivoangy in der Umgebung des heutigen Nationalparks Andasibe-Mantadia gefangen wurde, trug zwei Embryos, die jeweils eine Körperlänge von 25 mm aufwiesen. Die Paarung bei Tieren in Gefangenschaft fand im Zeitraum Dezember bis August statt. Während des Paarungsrituals beschnüffeln und reiben sich Männchen und Weibchen gegenseitig an den Nasen, gefolgt vom Rücken, Bauch, Hinterteil und Ohren, teilweise werden auch Bisse ausgetauscht. Begleitet wird dies von Quietsch- und Trillerlauten des Männchens, Weibchen zeigen manchmal ein geöffnetes Maul als Abwehrreaktion. Nach erfolgter Kontaktaufnahme besteigt das Männchen das Weibchen, der Geschlechtsakt dauert teilweise nur 10 Sekunden, kann in aggressiven Fällen aber bis zu 7,5 Minuten währen.
Die Tragzeit beläuft sich auf schätzungsweise 62 Tage, während derer das Weibchen beträchtlich an Masse zunimmt. Ein Weibchen wog kurz vor der Geburt 53 g und damit rund 14 g mehr als vor der Befruchtung, ein weiteres nahm während des Austragens der Jungen bis zu 25 g an Gewicht zu. Die Geburt fand bei Würfen in den 1960er Jahren zwischen Februar und Mai, in den 1980er Jahren zwischen September und März statt. Die Größe eines Wurfes variiert von einem bis zu fünf Jungen. Diese sind, wie üblich bei den Tenreks, nackt mit Ausnahme der Vibrissen und haben geschlossene Augen und Ohren, was sie als Nesthocker charakterisiert. Ein vermessenes Jungtier besaß einen 48 mm langen Körper und einen 29 mm langen Schwanz, das Durchschnittsgewicht beläuft sich auf 3,7 g. Der Nachwuchs verbleibt zunächst in einem speziellen Nest aus Blättern und anderen Pflanzen innerhalb des Baus. Insgesamt ist die elterliche Fürsorge wenig untersucht. Muttertiere bringen entlaufene Jungen aktiv im Maul tragend ins Nest zurück. Die Jungen nehmen täglich jeweils rund 0,23 g an Körpergewicht und zwischen 1,6 und 2,0 mm an Länge zu. Mit circa 25 bis 27 Tagen öffnen sich die Augen, etwa zu diesem Zeitpunkt verlassen Jungtiere auch erstmals das Nest und beginnen feste Nahrung zu sich zu nehmen, die sie teils aktiv erbeuten. Die Wachstumsrate verlangsamt sich nach etwa 50 bis 65 Tagen, nach gut 95 Tagen besitzen die Jungtiere das Fellkleid ausgewachsener Tiere. Die Lebenserwartung in freier Wildbahn ist unbekannt, Tiere in Gefangenschaft überlebten dort etwa vier bis fünfeinhalb Jahre.

### Fressfeinde und Parasiten
Bedeutende Fressfeinde stellen die Fossa und die Fanaloka dar. Allerdings spielt der Dobson-Kleintenrek nach Untersuchungen von 20 Kotresten der Fossa aus dem Andringitra-Gebirge und von über 60 der Fanaloka aus dem Waldgebiet von Ranomafana bei beiden Beutegreifern nur eine untergeordnete Rolle bei der Beutejagd. Sein Anteil im Beutespektrum lag bei jeweils insgesamt ein bis zwei Individuen, was einem Anteil von 2 bis 3 % an der gesamten aufgenommenen Biomasse an Wirbeltieren entspricht. In Gefangenschaft gehaltene Tiere reagierten stark auf den Geruch des Ringelschwanzmungos und führten zu Abwehrverhalten in Form eines weit geöffneten Maules, üblicherweise gibt der Dobson-Kleintenrek dabei keinen Laut von sich, nur manchmal ist dies mit einem Quieken verbunden. Direkte Bedrohungen begegnet der Dobson-Kleintenrek mit Bissen. In der Regel flieht er bei Gefahr aber in das nächste Versteck oder unter Blätterabfall.
Äußere Parasiten wurden bisher mit Flöhen der Gattungen Paractenopsyllus und Synopsyllus sowie mit Zecken der Gattung Ixodes festgestellt. Letztere ist relativ häufig mit bis zu 47 Zecken je Tier. Als innerer Parasit sind Fadenwürmer belegt.

## Systematik
Der Dobson-Kleintenrek ist eine Art aus der Gattung Nesogale, zu der mit dem Talazac-Kleintenrek (Nesogale talazaci) eine weitere gerechnet wird. Nesogale wiederum bildet einen Teil der Familie der Tenreks (Tenrecidae), endemisch in Madagaskar auftretenden Säugetieren mit vielfältigen Anpassungen an eine insekten- und fleischfresserische Ernährungsweise. Innerhalb der Tenreks gehört Nesogale zusammen mit den Kleintenreks (Microgale) und den Reiswühlern (Oryzorictes) zur Unterfamilie der Reistenreks (Oryzorictinae). Genetischen Analysen zufolge stellen die Kleintenreks die nächsten Verwandten von Nesogale dar. Ursprünglich galten der Talazac- und der Dobson-Kleintenrek als Mitglieder der Kleintenreks, der umfangreichsten Gruppe der Tenreks, die mit bodenlebenden, grabenden, baumkletternden oder wasserbewohnenden Formen eine hohe Diversität aufzeigt. Bereits 1918 hatte aber Oldfield Thomas die beiden Arten aus den Kleintenreks ausgegliedert und zu Nesogale gestellt, als Merkmale der neuen Gattung führte Thomas den durchschnittlich größeren Körperbau und die massivere Schädelgestaltung im Vergleich zu Microgale an. Die neue Gattungszuweisung fand in der Folgezeit teilweise Zuspruch, so von Terence Morrison-Scott im Jahr 1948. Andere Autoren sahen Nesogale nur als Untergattung von Microgale an wie beispielsweise John F. Eisenberg und Edwin Gould oder Henri Heim de Balsac in den 1970er Jahren. Ross D. E. MacPhee gliederte 1987 in einer Revision der Kleintenreks Nesogale wieder vollständig in Microgale ein. Molekulargenetische Untersuchungen aus dem Jahr 2016 ergaben aber eine frühe Abspaltung von Nesogale von den anderen Kleintenreks, die in das Untere Miozän vor rund 19,4 Millionen Jahren zurückdatiert. Aus diesem Grund wurde Nesogale wieder aus Microgale herausgelöst und in einen eigenständigen Gattungsstatus gehoben.
Die wissenschaftliche Erstbeschreibung des Dobson-Kleintenreks erstellte Oldfield Thomas im Jahr 1884, er verwendete darin die Bezeichnung Microgale dobsoni. Als Holotyp dient ein nahezu ausgewachsenes männliches Individuum mit 9,2 cm Körper- und 10,8 cm Schwanzlänge. Es stammt nach Thomas’ Angaben in der Erstbeschreibung aus dem „Nandésen Forest“ im zentralen Hochland von Madagaskar und war dort von W. Waters im Februar oder März des gleichen Jahres aufgesammelt worden. Der Hinweis auf den „Nandésen Forest“ blieb anfangs unklar, da dessen Schreibweise nicht dem Malagassischen entspricht. Terence Morrison-Scott gab 1948 die Ortschaft Nandihizana als korrekte Lokalität an, welche er zusammen mit der Angabe 10 miles south of Ambusitra (Baron) aus dem privaten Manuskript von Thomas entnommen hatte. Die Ortschaft liegt etwa 30 km südsüdwestlich von Ambositra in der Provinz Fianarantsoa, in ihrer unmittelbaren Nähe befindet sich das Waldgebiet von Ankazomivady. Die Region wird somit als Typusgebiet der Art betrachtet. Den Artnamen dobsoni vergab Thomas zu Ehren von George Edward Dobson, der im Jahr 1883 das Werk A Monograph of the Insectivora, systematic and anatomical verfasst hatte, das auch ein umfangreiches Kapitel über die nur ein Jahr zuvor wissenschaftlich benannten Gattung Microgale enthält. Zu diesem Zeitpunkt war lediglich ein Exemplar des Dobson-Kleintenreks bekannt. Erst die Expedition von Charles Immanuel Forsyth Major in den Jahren 1894 bis 1896 ins östliche Madagaskar führte zu neuen Erkenntnissen und erbrachte insgesamt 30 Individuen von vier verschiedenen Fundstellen. Darunter befand sich auch ein Tier mit Fetteinlagerungen im Schwanz, welches Oldfield Thomas erstmals vorstellte. Des Weiteren ist die Mission Zoologique Franco-Anglo-Americaine aus dem Zeitraum von 1929 bis 1931 unter Beteiligung von Austin Loomer Rand hervorzuheben, die zahlreiche weitere Exemplare bereitstellte.

## Bedrohung und Schutz
Der Bestand des Dobson-Kleintenreks wird von der IUCN aufgrund der weiten Verbreitung, der angenommenen großen Population und der Befähigung der Tiere sich auch an degradierte Habitate anzupassen in die Kategorie „nicht bedroht“ (least concern) eingestuft. Größere Bedrohungen sind nicht bekannt, lokal kann der Verlust an Lebensraum einen gewissen Einfluss haben. Die Tiere kommen in zahlreichen Schutzgebieten vor, dazu gehören der Nationalpark Marojejy, der Nationalpark Ankarafantsika, der Nationalpark Pic d’Ivohibe, der Nationalpark Andringitra und der Nationalpark Andohahela.